# Cendras
Cendras é uma comuna francesa na região administrativa de Occitânia, no departamento de Gard. Estende-se por uma área de 12,86 km². Em 2010 a comuna tinha 1 813 habitantes (densidade: 141 hab./km²).